# José Viñals Íñiguez
José María Viñals Íñiguez (Madrid, 20 de junio de 1954) es un economista español, que ha ocupado diversos puestos de responsabilidad vinculados con instituciones financieras públicas, entre ellos el de subgobernador del Banco de España. Desde 2009 es consejero financiero y director de Asuntos Monetarios y Mercados de Capitales del Fondo Monetario Internacional (FMI).

## Biografía
Licenciado en Ciencias Empresariales por la Universidad de Valencia, máster en economía en la London School of Economics y doctorado, también en economía, en Harvard, comenzó a trabajar en el Banco de España en 1984. En 1990 pasó a la Comunidad Económica Europea como asesor del comité de gobernadores de bancos centrales. De vuelta en España tres años más tarde, se reincorporó al Banco Central como jefe en distintas secciones y en 2000 fue nombrado director general de asuntos internacionales de la entidad. Al año siguiente fue designado miembro del comité de relaciones internacionales creado por el Banco Central Europeo y delegado de España en las asambleas semestrales del Fondo Monetario Internacional. Ha sido asistente de la Oficina Económica de Estados Unidos, así como asesor del Banco Mundial y miembro de la Comisión Nacional del Mercado de Valores. En 2006, durante el primer mandato de José Luis Rodríguez Zapatero como presidente del Gobierno español, el consejo de ministros lo nombró subgobernador del Banco de España, sustituyendo a Gonzalo Gil García.
En plena crisis económica (2009) dejó España para formar parte del FMI como consejero financiero y director de Asuntos Monetarios y Mercados de Capitales, en sustitución de Jaime Caruana, cargo que ocupa en la actualidad (2015). Su responsabilidad como subgobernador del Banco de España al estallar la crisis, donde había manifestado la plena solvencia de las instituciones financieras del país, ha sido objeto de críticas, en especial al haber defendido desde su puesto en el FMI los duros ajustes económicos posteriores del gobierno español y las autoridades europeas.
En 2001 fue galardonado con el Premio Rey Jaime I por «su relevante contribución a la investigación en política macroeconómica, focalizada en la integración de la economía española en la Unión Europea». Es miembro de la Fundación de Estudios Bursátiles y Financieros y académico de honor de la Real Academia de Cultura Valenciana